# روبرت فرانسيس هوفر
روبرت فرانسيس هوفر (1913-1970) (بالإنجليزية: Robert Francis Hoover)‏ هو عالم نبات أمريكي.